# Mount Keinath
Mount Keinath ist ein 1090 m hoher Berg an der Scott-Küste des ostantarktischen Viktorialands. In der Deep Freeze Range ragt er an der Ostflanke der Mündung des Boomerang-Gletschers unmittelbar westlich der Einmündung des Bates-Gletschers in den Browning-Pass auf.
Der United States Geological Survey kartierte ihn anhand eigener Vermessungen und Luftaufnahmen der United States Navy aus den Jahren von 1955 bis 1963. Das Advisory Committee on Antarctic Names benannte ihn 1968 nach Gerald E. Keinath (1924–2003), Verwalter des biologischen Labors auf der McMurdo Station von 1965 bis 1966.